# Joseph Rubinstein
Joseph Rubinstein (Starokonstantinow, Imperi Rus, actual Ucraïnanas, 8 de febrer, 1847 - Tribschen, prop de Lucerna, (Suïssa), 22 d'agost, 1884), va ser un pianista jueu rus i seguidor i col·laborador de Richard Wagner.

## Una vida per a Wagner
Joseph Rubinstein va néixer en una família jueva rica a la part ucraïnesa de l'Imperi Rus. A la seva ciutat natal va rebre les seves primeres lliçons de piano del pianista de parla alemanya Josef Schadek. Des dels onze anys, Rubinstein va viure a Viena, on va ser alumne de Josef Dachs al Conservatori de la Societat d'Amics de la Música de Viena. El 1865 va aparèixer com a virtuós del piano a Viena i a la seva terra natal. A la tardor de 1869 va ser nomenat pianista de cambra per la gran duquessa Carlota de Wurtemberg a Salzburg, on residia aleshores. Durant una gira de concerts a Sant Petersburg es va familiaritzar per primera vegada amb les obres de Richard Wagner a través del crític musical i compositor Aleksandr Serov. Per a Rubinstein, aquesta va ser una experiència de despertar, sobre la qual va escriure més tard:
| « | "El resultat d'aquesta immersió en un món nou va ser una conversió formal als principis del mestre de Bayreuth, però alhora també un anhel indomable de poder apropar-me personalment a l'home les obres del qual em van donar tanta il·lusió". Ser de la màxima utilitat possible per a la seva causa, tan fortament oposada". | » |

El 7 de març de 1872, Wagner va rebre finalment una carta de Rubinstein a Tribschen, que començava amb una confessió:
| « | "Sóc jueu, això ho diu tot per a tu. També posseïa totes les característiques que es noten en el jueu d'avui: em vaig arrossegar per la vida amb un desànim total i una debilitat gairebé vergonyosa. Aleshores va passar que les circumstàncies em van cridar l'atenció sobre les teves obres. Em vaig inspirar per estudiar-lo en Serov a Petersburg. (...) Però el temps que va ser el més feliç de la meva vida, el temps d'estudiar aquelles obres, ja s'ha acabat. Tot el que em queda és la mort! − Ja he intentat donar-me'l a mi mateix, però tot i així he decidit escriure't. Potser em podries ajudar. Per descomptat, no em refereixo a ajudar per mera llàstima. (...) No! Però no et podria ser útil a l'actuació dels Nibelungens? Crec que entenc aquesta obra, si bé encara no del tot. − Espero ajuda i ajuda de tu, que és urgent. Els meus pares són rics. Tindria els mitjans per viatjar aquí de seguida. Espero una resposta el més aviat possible". | » |

Wagner va respondre a Rubinstein en to amigable i el va convidar a Tribschen. Còsima va informar d'això a Friedrich Nietzsche: "Hauries de veure aquí una carta estranya d'algú que busca la salvació mitjançant la participació a Bayreuth". Fins i tot abans que Rubinstein arribés a Tribschen, Wagner va rebre una carta del seu metge Maximilian Leidesdorf, cap del departament de salut mental de l'Hospital General de Viena:
| « | "Em disculpeu si prefaci amb unes quantes línies la visita que el Sr. Joseph Rubinstein us farà perquè pugueu ser realment útil i de debò a aquest jove artista, que és sens dubte el vostre desig donat el vostre tarannà generós. El jove no només té l'admiració i l'entusiasme naturals per tu que el teu geni creatiu ha de generar en els veritables artistes, també té la màxima confiança en tu. No obstant això, una malaltia psicològica que amb prou feines s'ha superat i encara perdura requereix molta precaució i protecció, i al meu entendre, el jove artista s'ha de protegir de qualsevol emoció durant 8-12 setmanes més i sotmetre's a un tractament de spa amb la màxima tranquil·litat (mental i físic). Tenint això en compte, us demano que actueu amablement amb ell". | » |

Rubinstein va arribar a Tribschen el 21 d'abril de 1872, però l'endemà Wagner va deixar Suïssa i es va traslladar a Bayreuth. El juliol de 1872, Rubinstein va aparèixer a Bayreuth i es va convertir en el company i col·laborador constant de Wagner. Va rebre l'encàrrec de fer una còpia de "Götterdämmerung". Va passar el Nadal de 1874 a la Villa Wahnfried i se li va permetre decorar l'arbre de Nadal amb Cosima, després de la qual cosa va fer una gira de concerts. L'estiu de 1875, Rubinstein va tornar a Bayreuth per participar com a acompanyant solista en els assajos preliminars de "Ring". No obstant això, un mes abans de l'obertura del Festival de Bayreuth, va marxar després d'una discussió amb Wagner durant l'assaig. A Cosima se li va dir succintament: Els assajos de piano van acabar amb l'acomiadament total del senyor Rubinstein, que va demostrar una vegada més les característiques més tristes de la seva tribu. Un testimoni de l'esdeveniment va ser el jove director d'orquestra Felix Mottl: "11. Juliol: després d'un dels últims assajos de piano, Wagner vol agrair a Anton [sic] Rubinstein el seu treball. Comença molt amablement i després diu alguna cosa com: Si no ens hem apropat molt des de llavors, això no és culpa meva, és culpa teva. Som d'una raça estrangera que no ens és propera. (Judaisme.) Al final es torna molt apassionat, de manera que l'agraïment previst es converteix en un mal humor. (...) 14 de juliol: Wagner diu que Rubinstein ha desaparegut i sembla haver estat afusellat o enverinat."
El maig de 1878, Rubinstein va tornar a Bayreuth de nou després de demanar disculpes a Wagner pel seu "comportament". A partir de novembre de 1878, Rubinstein va tornar a treballar per a Wagner en la preparació de l'estrena de Parsifal, es va convertir en el seu pianista de casa i es va mantenir constantment al seu costat. L'agost de 1879, un article de Rubinstein sobre la música de Schumann va aparèixer a la revista de "Wagner Bayreuther Blatter", en el qual lamentava la popularitat de Schumann i declarava que la seva influència era "perjudicial i deformant el gust i el sentiment". Cosima Wagner va assenyalar al seu diari: "El Sr. Rubinstein està publicant el seu assaig sobre Schumann, que Richard troba excel·lent i que immediatament envia a imprimir".
El 1880 Rubinstein va viatjar a Berlín per donar concerts en benefici del festival. Va tocar tot el "El clavecí ben temprat" de Johann Sebastian Bach durant sis vespres i va transferir la seva quota al fons del festival. El 1882 va seguir Wagner a Itàlia, va viure amb Cosima i els nens a Venècia i tocava regularment el piano, sobretot parts de les òperes de Wagner, per entretenir la família i els convidats. El 22 d'octubre de 1882, Rubinstein va deixar Venècia inesperadament i va anar a veure als seus pares a Kharkov. Quan es va assabentar de la mort de Wagner allà el febrer de 1883, va enviar un telegrama de condol a la vídua de Wagner, Cosima.
A la primavera de 1883 Rubinstein va tornar a fer una gira de concerts, amb arranjaments i fantasies basats en Richard Wagner. L'agost de 1884 va anar a Tribschen i es va suïcidar d'un tret al llac de Lucerna als 36 anys. A instigació de Cosima Wagner, el seu cos va ser transportat a Bayreuth i enterrat al cementiri israelita. El seu pare li va aixecar un obelisc negre a la seva tomba.